# Meerzitrone
Die Meerzitrone (Doris pseudoargus) ist eine Schnecke aus der Unterordnung der Nacktkiemer, die man im Mittelmeer, im Atlantik, im Ärmelkanal und in der Nordsee findet.

## Merkmale
Die Meerzitrone hat einen ovalen Körper mit zwei Kopffühlern und zurückziehbarem Kiemenkranz. Die Farbe ist variabel, aber meist gelb, unterbrochen von unregelmäßigen braunen und roten Zeichnungen, der Kiemenkranz dagegen ist einfarbig, gelb rot, blau oder auch grau. Die Meerzitrone wird bis zu 12 Zentimetern lang. Sie ernährt sich von Schwämmen, eine besondere Vorliebe hat sie dabei für den Brotkrumenschwamm (Halichondria panicea). Die Meerzitrone ist gut gegen Feinde geschützt. Erstens sorgt ihre Färbung für perfekte Tarnung, zweitens drückt sie, sobald sie doch gegriffen und verschluckt wurde, ein Sekret aus der Haut, das den Feind zum Ausspeien bringt.